# Олександр Герст
Олександр Герст (нім. Alexander Gerst; нар. 3 травня 1976, Кюнцельзау, Баден-Вюртемберг, ФРН) — німецький науковець, геофізик, вулканолог, астронавт ФРН, астронавт ЄКА. Здійснив два космічних польоти.

## Космічна підготовка
З травня 2009 року по листопад 2010 року Олександр Герст проходив курс загальнокосмічної підготовки (ЗКП) в Європейському космічному агентстві. У період з 13 вересня по 12 листопада 2010 пройшов курс підготовки в Центрі підготовки космонавтів та отримав кваліфікацію «користувач» систем РС МКС.
З квітня 2012 року на базі Центру підготовки космонавтів А. Герст проходив черговий етап підготовки у складі основного екіпажу МКС-40/41. Призначено бортінженером дублюючого екіпажу космічного корабля «Союз ТМА-11М» та основного екіпажу «Союз ТМА-13М».

## Польоти в космос
Перший політ здійснено з 28 травня до 10 листопада 2014 року на космічному кораблі Союз TMA-13M, брав участь як бортінженер у роботі експедицій на МКС 40/41.
Другий політ здійснено на космічному кораблі Союз МС-09, запуск відбувся 6 червня 2018 року. Брав участь як бортінженер у роботі експедицій на МКС 56/57. Планувалось, що політ буде тривати 187 діб. Проте через аварію 11 жовтня 2018 року під час запуску корабля Союз МС-10, графік роботи експедиції було продовжено і космонавти провели в космосі 197 діб. Повернення екіпажу Союз МС-9 відбулось 20 грудня 2018 року.

## Захоплення
Альпінізм, фехтування, плавання, біг, стрибки з парашутом, сноубординг, туризм, скелелазіння, дайвінг.